# 沙県区
沙県区（さけんく）は中華人民共和国福建省三明市に位置する市轄区。福建省中央部の西北に位置し、閩江支流の沙渓の下流域にある。
古くから小吃（軽食）が名物で、現在では沙県出身者が「沙県小吃」の屋号で中国各地に軽食店を展開してその名を広めている。90年代に起こった標会（無尽講の一種）の破綻による地域経済崩壊を機に、1997年から県政府主導で商標やロゴの統一が進められて急増。2017年時点で中国全土に6万店舗を構える、店舗数世界最大の外食集団となっている。

## 行政区画
下部に2街道、6鎮、4郷を管轄する。
- 街道
  - 鳳崗街道、虬江街道
- 鎮
  - 青州鎮、夏茂鎮、高砂鎮、高橋鎮、富口鎮、大洛鎮
- 郷
  - 南霞郷、南陽郷、鄭湖郷、湖源郷

## 交通

### 航空
- 三明沙県空港

### 鉄道
- 中国鉄路総公司
  - 昌福線、南竜線、鷹厦線
    - 三明北駅

### 道路
- 高速道路
  - 長深高速道路
  - 福銀高速道路
  - 沙厦高速道路
- 道路
  - G205国道